# Кодекс войны
«Кодекс войны» — трехмерная пошаговая стратегическая игра поджанра wargame, разработанная компанией 1C: Ino-Co и изданная фирмой «1C» 31 августа 2007 года. Зарубежным издателем игры стала компания Atari, игра вышла под названием Fantasy Wars («Фэнтезийные войны»).

## Сюжет
Действие игры разворачивается в фэнтезийном мире Иллисе, населённом разнообразными и не всегда настроенными дружелюбно друг к другу расами. Между расами Орков и Людей постоянно не утихают конфликты, однако даже эти межрасовые войны меркнут в свете угрозы, которую несет всему миру Иллису появление в нём темного Демона Фарраха. И только объединившись жителям Иллиса удастся противостоять общему врагу.
Игра представляет собой три связанные сюжетом кампании.
- Кампания «Повелитель Орды»

В этой кампании игрок управляет орочьми войсками под предводительством героя Угрюма. Кампания содержит 10 миссий, пройдя которые, вождь Орков Угрюм должен сплотить Орду, собрать войска в надежде одержать победу над войсками людей.
- Кампания «Возвращение короля»

В этой кампании игрок в противоборстве с орками выступает на стороне людей. Под предводительством героя Деррика Пфайля, изначально простого капитана наемников, на протяжении 10 миссий войскам людей следует объединить свои усилия, и нанести возле стен крепости Силент сокрушительное поражение расколотой Орде.
- Кампания «Забытый союз»

Кампания состоит из 8 миссий и, по сюжету, из двух частей. Первые четыре миссии описывают события, происходящие в первых двух кампаниях, в них игрок выступает за объединённые силы гномов и эльфов. Оставшиеся четыре миссии посвящены объединению всех народов Иллиса для спасения мира от темных сил.

### Персонажи
- Деррик Пфайль
- Альфред Бреннок
- Инквизитор Декстер
- Тейя
- Дварнрок
- Угрюм Хвать Нога
- Бесаргар
- Ашхун
- Кусай-Зуб

## Саундтрек
Музыкальное оформление игры и официального дополнения «Высшая раса» было подготовлено студией TriHorn Productions, а также студией MuzaGames. В общей сложности, для игры и дополнения было создано 40 треков. В июле 2008 года на официальном сайте игры весь саундтрек был опубликован в свободном доступе.

## Рецензии и оценки
| Сводный рейтинг       | Сводный рейтинг |
| Агрегатор             | Оценка          |
| --------------------- | --------------- |
| GameRankings          | 69,36 %         |
| Metacritic            | 67/100          |
| Иноязычные издания    |                 |
| Издание               | Оценка          |
| IGN                   | 7,8             |
| Русскоязычные издания |                 |
| Издание               | Оценка          |
| Absolute Games        | 85 %            |
| PlayGround.ru         | 8,2/10          |
| «Игромания»           | 8,0/10          |
| «Страна игр»          | 8,5/10          |

Игра получила достаточно высокие оценки ведущих российских и зарубежных игровых обозревателей. Средняя оценка, выставленная" Кодексу войны" российскими игровыми журналами — 8 из 10.
Оценка зарубежных игровых ресурсов была несколько ниже, согласно известным игровым агрегаторам: 70/100.

## Дополнения
Кроме оригинальной игры, вышли следующие дополнения:
- 2007 — «Кодекс войны: Высшая раса» (самостоятельное дополнение, не требующее установленного оригинала)
- 2008 — «Кодекс войны: Рейнджеры»
- 2008 — «Кодекс войны: Осада»
- 2009 — «Кодекс войны: Магия»